# Crocus minimus
Espèce
Statut de conservation UICN

 LC  : Préoccupation mineure
Crocus minimus, le Petit Crocus ou Crocus tout-petit, est une espèce de plantes monocotylédones de la famille des Iridaceae, sous-famille des Crocoideae, originaire du bassin méditerranéen (Corse et Sardaigne). Ce sont des plantes herbacées, géophytes bulbeuses, rarement cultivées comme plantes ornementales.

## Description

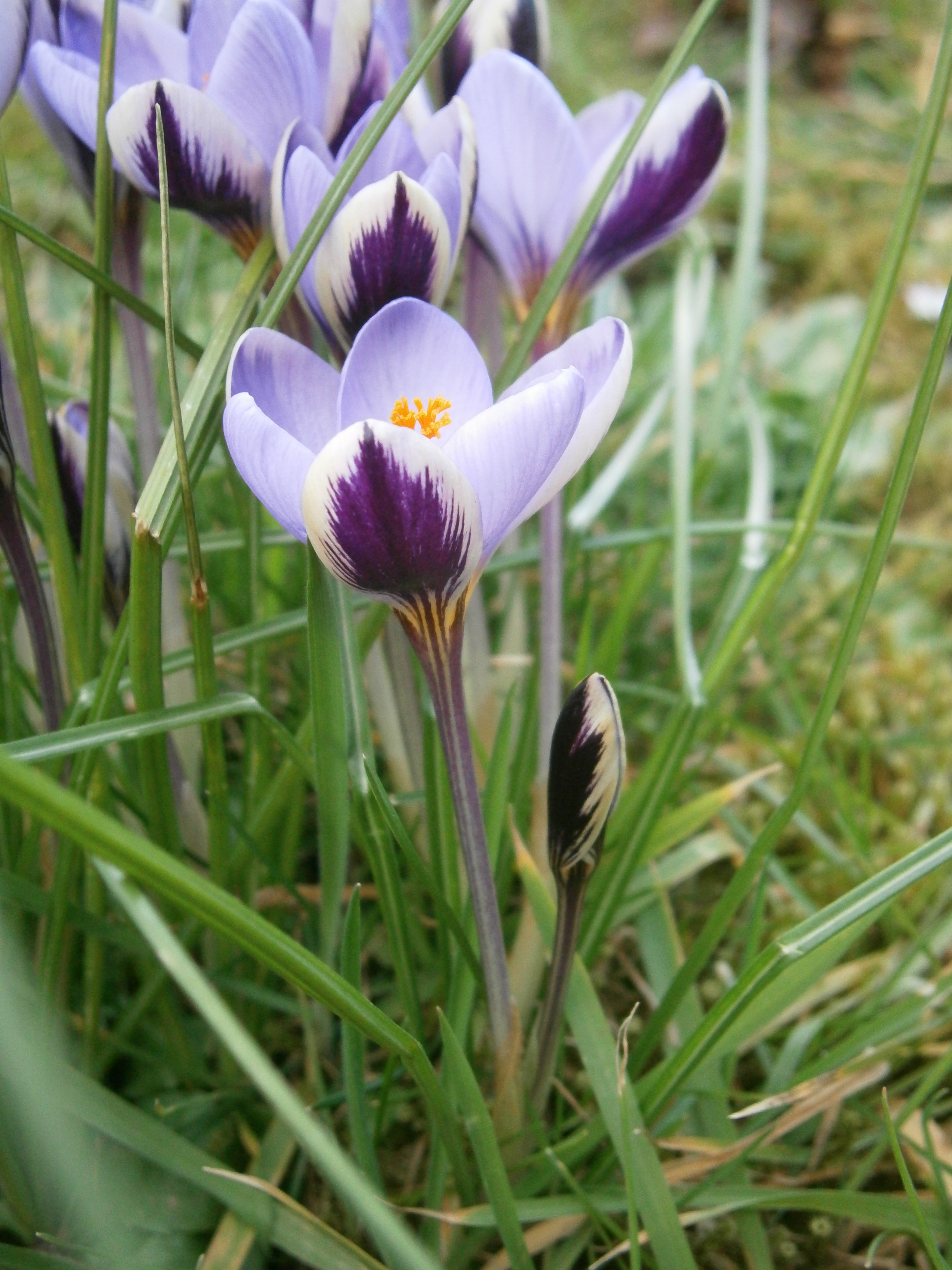
Vue latérale des fleurs écloses.

Crocus minimus est une plante herbacée, de 10 à 25 cm de haut, très grêle, glabre, vivace par son corme, ovoïde, pyriforme, très petit (moins de 1 cm de diamètre), constitué de tuniques bulbeuses blond foncé, nombreuses, à fibres de 0,1 à 1 mm de diamètre, parallèles ou plus ou moins réticulées. La plante forme de 3 à 7 feuilles, filiformes, d'abord dressées puis étalées ou arquée-réfléchies, apparaissant avant les fleurs. Ces feuilles, de 10 à 25 cm de long sur 1 à 1,5 mm de large, sont plus ou moins enroulées sur le bord,.
Les fleurs, solitaires, petites, sont issues d'une spathe florale constituée d'une bractée tubulaire enveloppant le tube floral et d'une bractée interne strictement linéaire-lancéolée, plus ou moins développée ou totalement absente. Elles comptent six tépales violet, subégaux, de 1,2 à 3,5 cm de long sur 7 à 12 mm de large. Les tépales extérieurs légèrement plus granes, obovales, à apex obtus, sont ornés de veines violettes. Les étamines, au nombre de six, ont des anthères jaunes. Les stigmates sont également jaunes. Le fruit est une capsule de 5 à 12 mm de long contenant de nombreuses graines arrondies de 1,5-2 mm de long, rouge écarlate,.

## Distribution et habitat
L'aire de répartition de Crocus minimus comprend toute la Sardaigne et l'archipel de La Maddalena, la partie méridionale de la Corse, ainsi que l'île de Capraia (archipel toscan). 
L'espèce est présente dans les prairies, de préférence sur  sols siliceux. Elle pousse jusqu'à 1800 mètres d'altitude.

## Taxinomie

### Synonymes
Selon The Plant List (9 juillet 2021) : 
- Bulbocodium elongatum (Vahl) Kuntze
- Crocus insularis J.Gay
- Crocus nanus Duby
- Ixia elongata Vahl
- Romulea elongata (Vahl) Baker
- Trichonema bulbocodium var. elongatum (Vahl) Steud.
- Trichonema elongatum (Vahl) Ker Gawl[1].

### Liste des variétés
Selon Tropicos (9 juillet 2021) :
- Crocus minimus var. italicus (Bertol.) J. Gay